# José María Martín
José María Martín Rodríguez, conosciuto calcisticamente come Cheché Martín (La Coruña, 25 aprile 1924 – La Coruña, 23 giugno 2006), è stato un calciatore e allenatore di calcio spagnolo.

## Carriera
In attività giocava come difensore. Con il Barcellona vinse due campionati, tre coppe di Spagna, una coppa Latina e una coppa Eva Duarte.

## Palmarès

### Calciatore

#### Competizioni nazionali
- Campionato spagnolo: 2

Barcellona: 1951-1952, 1952-1953
- Coppa di Spagna: 3

Barcellona: 1951, 1952, 1952-1953
- Coppa Eva Duarte: 1

Barcellona: 1952

#### Competizioni internazionali
- Coppa Latina: 1

Barcellona: 1952